# Letitia Alma Vriesde
Letitia Alma Vriesde (Paramaribo, 5 d'octubre 1964) és una ex atleta surinamesa especialista en curses de mig fons.
Els seus millors resultats foren una medalla d'argent i una de bronze a la prova de 800 metres dels campionats del món de Göteborg 1995 i Edmonton 2001, respectivament. Participà en els Jocs Olímpics de 1988, 1992, 1996, 2000 i 2004.

## Millors marques
- 400 m 52.01 (1997)
- 800 m 1:56.68 (1995)
- 1000 m 2:32.25 (1991)
- 1500 m 4:05.67 (1991)
- Milla 4:30.45 (1992)
- 3000 m 9:15.64 (1991)